# Hashtag United F.C.
Hashtag United Football Club er en engelsk semiprofessionel fodboldklub beliggende i Essex, England. Klubbens førstehold spiller i Isthmian League Premier Division, mens andetholdet spiller Essex Senior League Reserve North Division.

## Historie
Hashtag United blev stiftet i marts 2016 af Spencer Carmichael-Brown, en engelsk YouTuber.

## Nuværende trup
Sidst opdateret: 10. juni 2024
| Nr. | Land    | Position | Spiller           |
| --- | ------- | -------- | ----------------- |
|     | England | MM       | James Philip      |
|     | England | MM       | Teddy Curd        |
|     | England | FO       | Farai Tsingano    |
|     | England | FO       | Greg Halford      |
|     | England | FO       | Harry Haysom      |
|     | England | FO       | Matthew Wooldrige |
|     | Jamaica | FO       | Nathan Smith      |
|     | England | FO       | Thomas Anderson   |
|     |         | FO       | Wyan Reid         |
|     | England | MI       | Lewis Watson      |

| Nr. | Land    | Position | Spiller                                     |
| --- | ------- | -------- | ------------------------------------------- |
|     | England | MI       | Max Cornhill                                |
|     | England | MI       | Misha Djemaili                              |
|     | England | MI       | Percy Kiangebeni (også kendt som PK Humble) |
|     | England | MI       | Sam Cornish                                 |
|     | England | AN       | Alex Teniola                                |
|     | England | AN       | Alfie Cue                                   |
|     | Somalia | AN       | Sakariya Hassan (også kendt som Sak Hassan) |
|     | England | AN       | Toby Aromolaran                             |